# Stephan Josef Dewald
Stephan Josef Dewald (* 17. Januar 1884 in Elberfeld; † 25. Juni 1964 in Trier) war ein deutscher Apotheker und Politiker (CDU).

## Leben
Dewald besuchte die Gymnasien in Opladen, Neuss und Barmen und machte ab 1902 eine Apothekerlehre. 1906 bis 1908 studierte er in München und erhielt 1910 die  Approbation. Danach war er in Apotheken in Rastatt, Bonn, Neuchâtel und Bad Kreuznach tätig, bevor er 1911 eine Apotheke in Neumagen erwarb. Er ergänzte die Apotheke um ein Weinlaboratorium. 1921 bis 1939 war er Pharmazierat bei der Bezirksregierung Trier, nach 1945 war er mit dem Aufbau des Apothekenwesens im Regierungsbezirk Trier und der »Roten Zone« beauftragt und trug den Titel Pharmazierat. 1946 war er Mitbegründer der Apothekerkammer Rheinland/Hessen-Nassau und 1950 Mitbegründer der Arbeitsgemeinschaft der Kammern der französischen Zone sowie Mitbegründer der Arbeitsgemeinschaft der Berufsvertretungen Deutscher Apotheker. 1950 wurde er Präsident der Landesapothekerkammer Rheinland-Pfalz.

## Politik
Dewald trat nach dem Zweiten Weltkrieg der CDU bei. Vom 4. Juni 1947 bis zum 17. Mai 1951 gehörte er dem Rheinland-Pfälzischen Landtag an. Im Landtag war er Mitglied im Petitionsausschuss und im Rechtsausschuss.